# Femicrime

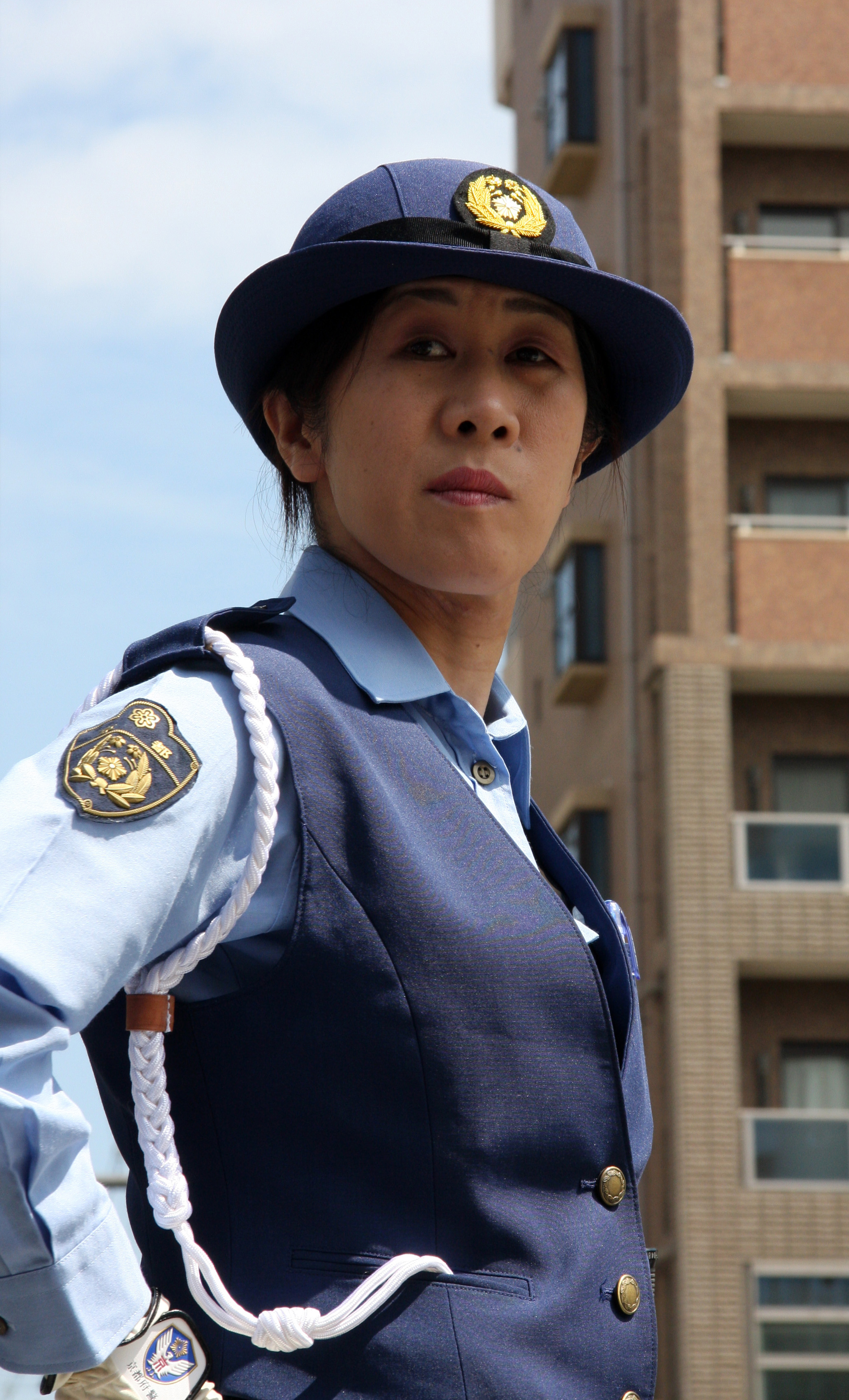
Las Femicrime en la novela negra

El Femicrime, en español mujeres del crimen o femi-detectives y cuya nomenclatura es de ascendencia escandinava, intenta categorizar las novelas de género criminal escritas por mujeres en las que el personaje protagonista es, a su vez, una mujer también. La ampliación de la terminología nos lleva a entender que son todas aquellas novelas de género cuya protagonista o protagonistas son mujeres.
El concepto no es nuevo, pues ya la escritora británica Agatha Christie lo impulsó en las novelas de Miss Marple, que bien podrían encuadrarse dentro de esta tendencia.
En Estados Unidos está considerado un subgénero dentro de la novela negra

## Algunos representantes del género

### Anglosajones
- Patricia Cornwell, escritora de misterio estadounidense, conocida principalmente por su serie de novelas protagonizadas por la médica forense Kay Scarpetta.
- Sarah Paretsky, que convierte a mujeres en detectives protagonistas.
- Sue Grafton, escritora estadounidense, autora de novelas detectivescas.

### Hispanohablantes
- Esteban Navarro, escritor español con cuya novela Los crímenes del abecedario[5] ha sentado las bases de este subgénero con la Policía Nacional Diana Dávila
- Dolores Redondo, escritora española de novela negra, con la trilogía de Amaia Salazar
- Alicia Giménez Bartlett, escritora española, conocida especialmente por sus novelas policiacas protagonizadas por la inspectora de policía Petra Delicado.

### Europeos
- Sophie Hannah, Poeta y escritora inglesa.
- Ben Pastor, seudónimo de la escritora italiana María Verbena Volpi.

## Detractores
Algunas asociación de mujeres feministas no está conforme con esta catalogación con comunicados en los que ponen de manifiesto el menoscabo de la mujer dentro de la literatura negra.

Es muy posible que este término no llegue a cuajar en español pero, por si acaso, no estaría de más evitar la tentación de volver a nombrarlo no vaya a ser que, como las hierbas invasivas, acabe por extenderse aunque solo sea para demostrar de nuevo la denostada Ley de Murphy
Escritoras.com Qué es el femicrime y por qué debería desaparecer esa palabra